# KRTAP6-1
KRTAP6-1 (англ. Keratin associated protein 6-1) – білок, який кодується однойменним геном, розташованим у людей на довгому плечі 21-ї хромосоми. Довжина поліпептидного ланцюга білка становить 71 амінокислот, а молекулярна маса — 7 279.
| 10         |  | 20         |  | 30         |  | 40         |  | 50         |
| ---------- |  | ---------- |  | ---------- |  | ---------- |  | ---------- |
| MCGSYYGNYY |  | GTPGYGFCGY |  | GGLGYGYGGL |  | GCGYGSCCGC |  | GFRRLGCGYG |
| YGSRSLCGYG |  | YGCGSGSGYY |  | Y          |  |            |  |            |

C: Цистеїн

F: Фенілаланін

G: Гліцин

L: Лейцин

M: Метіонін

N: Аспарагін

P: Пролін

R: Аргінін

S: Серин

T: Треонін